# Aspitates aberrata
Aspitates aberrata är en fjärilsart som beskrevs av Edwards 1887. Aspitates aberrata ingår i släktet Aspitates och familjen mätare. Inga underarter finns listade i Catalogue of Life.